# Pat Nixon
Thelma Catherine Ryan Nixon (Ely, 16 de março de 1912 — Park Ridge, 22 de junho de 1993), popularmente conhecida como Pat Nixon, foi a esposa de Richard Nixon, o 37.º presidente dos Estados Unidos, e a primeira-dama do país de 1969 até 1974.
Como primeira-dama, Pat Nixon promoveu causas de caridade, inclusive voluntariado. Supervisionou a aquisição de uma coleção de mais de 600 peças de arte e móveis para a Casa Branca, a maior de todas as administrações. Foi também a primeira-dama que mais viajou para o exterior, visitando cerca de 80 países e, inclusive, uma zona de combate.
O seu período como primeira-dama terminou quando, depois de ser reeleito com uma vitória esmagadora nas eleição presidencial de 1972, o presidente Nixon renunciou em meio ao Caso Watergate.
Suas aparições públicas tornaram-se menos frequentes desde então. Pat e seu marido retornaram à Califórnia e, mais tarde, mudaram-se para Nova Jersey. Pat sofreu dois derrames cerebrais, em 1976 e 1983, sendo diagnosticada com câncer de pulmão no começo dos anos 1990. Faleceu aos oitenta e um anos de idade.

## Início de vida
Thelma Catherine Ryan nasceu na pequena cidade de Ely, Nevada, um dia antes do Dia de São Patrício. Seu pai, William M. Ryan Sr., era um marinheiro, garimpeiro e agricultor com ascendência irlandesa. Sua mãe, Katherine Halberstadt, era uma imigrante alemã. Pat tinha dois irmãos mais velhos, William Jr. (1910-1997) e Thomas (1911-1992). Ela também tinha uma meia-irmã, Neva Bender (1909-1981), e um meio-irmão, Matthew Bender (1907-1973), do primeiro casamento de sua mãe (o primeiro marido de sua mãe morreu durante uma inundação em Dakota do Sul).
"Pat" é um apelido dado por seu pai, referindo-se a sua data de nascimento e a ascendência irlandesa. Ao se matricular na faculdade, em 1931, ela deixou de usar o seu primeiro nome, substituindo-o por Pat e, ocasionalmente, mudando para Patrícia; a mudança de nome, porém, não foi um procedimento legalizado, sendo apenas uma escolha particular. Na sua página anuária do ensino médio, o seu apelido era "Buddy".
Após o seu nascimento, a família foi morar na Califórnia, e em 1914 estabeleceram uma pequena fazenda em Artesia (atual Cerritos). Durante esse tempo, ela trabalhou na fazenda da família, e também em um banco local como contadora. Sua mãe morreu de câncer em 1924. Após a morte de sua mãe, quando ela tinha 12 anos de idade, passou a fazer todas as tarefas domésticas. Seu pai morreu em maio de 1930 de silicose.

## Educação e carreira
Muitas vezes tem sido dito que nenhuma primeira-dama anterior a Pat Nixon tinha tido realmente um emprego. Como Pat disse para a escritora Gloria Steinem, durante a campanha presidencial de 1968: "Eu nunca tive tempo para pensar sobre essas coisas - o que eu queria, o que eu admirava, quais as ideias que eu tinha. Eu nunca tinha tempo para sonhar em ser alguém. Eu tive que trabalhar".
Depois de concluir sua graduação de ensino médio na Excelsior High School, em 1929, Pat entrou para a Fullerton Junior College. Ela pagou a sua educação fazendo bicos, como motorista, gerente de farmácia, telefonista e datilógrafa. Ela também ganhou dinheiro como varredora do chão de um banco local, e entre 1930 até 1932, morou em cidade de Nova Iorque, onde trabalhou como secretária e técnica de radiografia.
Determinada "a construir a sua vida", matriculou-se em 1931 na Universidade do Sul da Califórnia (USC), onde se formou em merchandising. Ela continuou trabalhando durante a universidade, tendo sido balconista da loja de departamento Bullock's-Wilshire, ensinando taquigrafia em uma escola secundária, e trabalhou por um breve período na indústria cinematográfica. Fez papel de figurante que não foi creditado nos filmes Becky Sharp (1935) e The Great Ziegfeld (1936).
Em 1937, Pat se formou com cum laude pela USC como bacharel em merchandising, juntamente com um certificado (emitido pela USC e equivalente ao mestrado) que lhe permitiu dar aulas no ensino secundário. Depois disso ela aceitou um emprego como professora do ensino secundário em uma escola de Whittier, Califórnia.

## Casamento e família

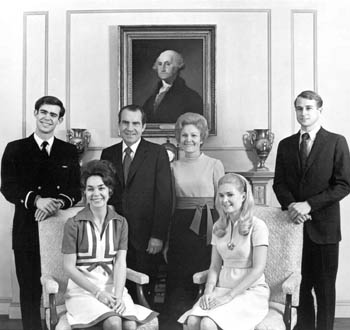
A família Nixon: Julie e David Eisenhower, o presidente e Pat, Tricia e Ed Cox

Durante a sua estada em Whittier, Pat Ryan conheceu o jovem advogado Richard Milhous Nixon, formado pela Universidade Duke. Eles se conheceram em um pequeno grupo de teatro, onde passaram por uma audição de autores para a peça The Dark Tower. Conhecido como Dick, perguntou a Pat, durante o primeiro encontro, se ela se casaria com ele. Mais tarde, ela disse o que achou sobre o convite: "Eu pensei que ele era louco ou algo assim!". Durante dois anos ele cortejou a ruiva a quem chamou a sua "cigana selvagem irlandesa", acompanhando-a mesmo aos seus encontros galantes com outros homens. Pat e Richard se casaram em 21 de junho de 1940, em Mission Inn, Riverside, Califórnia. Ela disse que tinha sido atraída por Nixon porque "ele tinha vitalidade e ambição". Mais tarde, referindo-se a Richard Nixon, ela disse: "Ah, mas você simplesmente não percebe o quanto ele é divertido!". Em 1946 deu à luz uma filha, Patrícia, conhecida como Tricia. Em 1948, Pat teve o seu segundo e último filho, Julie. Enquanto Richard Nixon serviu na Marinha dos Estados Unidos durante a Segunda Guerra Mundial, Pat trabalhou como economista do governo, morando em San Francisco.
Na sua vida privada, Richard Nixon foi descrito como um homem próximo a sua esposa, elogiando o seu trabalho, lembrando os seus aniversários e surpreendendo-a com presentes. O protocolo de jantares formais da presidência foi mudado a modo que Pat fosse a primeira a ser servida. Já Pat Nixon considerava o seu marido como um homem vulnerável e procurava protegê-lo. Sobre as críticas que Richard sofreu, ela respondeu: "Lincoln recebeu mais críticas. Era grande o suficiente para não se importar. Meu marido segue o mesmo caminho".

### Primeiras campanhas políticas
Quando seu marido entrou para a política em 1946, para concorrer a uma cadeira na Câmara de Representantes dos Estados Unidos, Pat fez campanha ao lado dele. Quando interrogada sobre a carreira do marido, Pat declarou: "A única coisa que eu podia fazer era ajudá-lo, mas [a política] não era uma vida que eu teria escolhido". Pat participou na campanha fazendo uma pesquisa sobre o adversário do marido, o representante Jerry Voorhis. Ela também escreveu e distribuiu material de campanha. Nixon foi eleito em sua primeira campanha para representar o 12º Distrito Congressional da Califórnia. Durante os próximos seis anos, Pat viu a mudança de Richard da Câmara dos Representantes para o Senado dos Estados Unidos, e, em seguida, ser nomeado como candidato de Dwight D. Eisenhower para a vice-presidência na eleição presidencial de 1952.
Embora Pat fosse Metodista, ela e seu marido frequentaram regularmente qualquer igreja protestante que estivesse próxima de sua casa, especialmente depois de se mudarem para Washington, D.C.. Eles frequentaram a Igreja Metodista Metropolitan Memorial e, ocasionalmente, uma igreja Batista, com o reverendo Billy Graham e a "Marble Collegiate Church" com Norman Vincent Peale.

## Segunda-dama dos Estados Unidos, 1953-1961

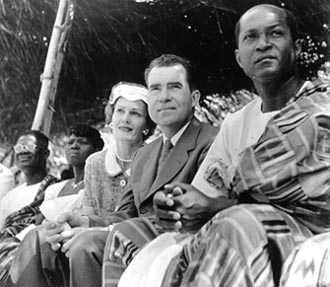
O vice-presidente Richard Nixon e Pat Nixon durante uma visita a Gana, 1957.

Durante a campanha presidencial de 1952, a atitude de Pat Nixon em relação às acusações de que seu marido teria recebido contribuições ilegais para a campanha mudou. Pat incentivou-o a lutar contra as acusações, e ele assim o fez, fazendo o famoso discurso "Checkers speech" ("Discurso de Damas"), no qual ele rejeitava completamente os fatos alegados contra ele, admitindo que ele tinha recebido um presente: seus filhos e um cão chamado "Damas". Esta foi a primeira aparição de Pat em rede nacional de televisão, suas filhas e o cão também estavam presentes. Defendendo-se como um homem do povo, Nixon salientou a capacidade de sua esposa como uma estenógrafa, e em seguida disse: "Devo dizer que Pat nunca possuiu um casaco de vison. Mas ela usa um respeitável casaco de pano republicano, e eu sempre disse que ela ficaria ótima com quase tudo".
Pat Nixon acompanhou o marido no exterior durante os seus anos como vice-presidente. Ela visitou 53 países, muitas vezes ignorando almoços oficiais para visitar hospitais, orfanatos, e até mesmo uma colônia de leprosos no Panamá. Durante uma viagem para a Venezuela, a limusine do casal Nixon foi atingida por pedras e o casal foi agredido, como representantes do governo dos EUA.
Em 1 de novembro de 1958, um artigo do Seattle Times mostrou uma forte cobertura da mídia em favor da futura primeira-dama, afirmando que "a Sra. Nixon é sempre relatada como graciosa e acolhedora. E é óbvio que ela é amigável. Ela acolhe qualquer estranho como um amigo. Ela não dá um aperto de mão, mas aperta entre as suas a mão do seu visitante. São maneiras diretas... a Senhora Nixon também confirma a sua reputação de ter sempre um aspecto fresco e elegante, independentemente das dificuldades do seu dia". Um ano e meio mais tarde, durante a campanha presidencial de seu marido, o New York Times chamou-a de "uma modelo de virtudes de esposa" e "cuja eficiência faz as outras mulheres se sentirem preguiçosas e sem talento".
Pat Nixon foi nomeada para o prêmio de "Mulher de destaque do ano" (1953), "Mãe do Ano" (1955) e "Dona de casa ideal da Nação" (1957).

## Campanhas de seu marido em 1960, 1962 e 1968
O vice-presidente Nixon concorreu para presidente dos Estados Unidos em 1960 contra o então senador John F. Kennedy. Pat foi apresentada com destaque na campanha; uma campanha publicitária inteira foi construída em torno do slogan "Pat para primeira-dama". Nixon admitiu a derrota perante Kennedy, apesar de a eleição ser muito acirrada e haver alegações de fraude eleitoral. Pat pediu a seu marido para exigir uma recontagem de votos, mas Nixon se recusou a pedir. Pat estava mais preocupada com as câmeras de televisão, que registraram a sua reação quando seu marido perdeu — um jornalista disse: "milhões de telespectadores testemunharam a sua luta desesperada para manter um sorriso em seus lábios enquanto o seu rosto se desfez e as amargas lágrimas corriam de seus olhos". Esta visão esmaeceu permanentemente Pat Nixon da política.
Em 1962, o casal Nixon embarcou em outra campanha, desta vez para governador da Califórnia. Antes do anúncio da candidatura de Richard Nixon, o irmão de Pat, Tom Ryan disse: "Pat me disse que se Dick concorresse para governador ela iria atirar-lhe um sapato". Ela finalmente concordou com a candidatura, citando que isso significava muito para seu marido, mas Richard Nixon perdeu a eleição para Pat Brown.
Seis anos mais tarde, Richard Nixon concorreu outra vez para a presidência. Pat estava relutante em enfrentar outra campanha, a oitava desde 1946. Seu marido era uma figura profundamente controversa na política americana, e Pat tinha testemunhado e compartilhado os elogios e críticas que recebeu sem ter criado uma identidade independente para si mesma. Embora ela o apoiasse em sua carreira, ela temia outra "1960", quando Nixon perdeu para Kennedy. Consentiu, no entanto, e participou da campanha, fazendo as viagens de campanha com o marido. Richard Nixon faria um retorno político com a vitória na presidencial de 1968 contra o vice-presidente Hubert Humphrey—e Pat seria a nova primeira-dama.

## Primeira-dama dos Estados Unidos, 1969–1974

### Principais iniciativas
Pat Nixon sentiu que a primeira-dama deveria ser sempre um exemplo de virtude e de dignidade para o povo americano. Quando interrogada sobre como ela via o seu novo papel, ela disse que não queria simplesmente imitar a sua antecessora, Lady Bird Johnson. Decidiu seguir o que chamava de "diplomacia pessoal", o que significava viajar e visitar as pessoas dos estados americanos ou as de outros países.

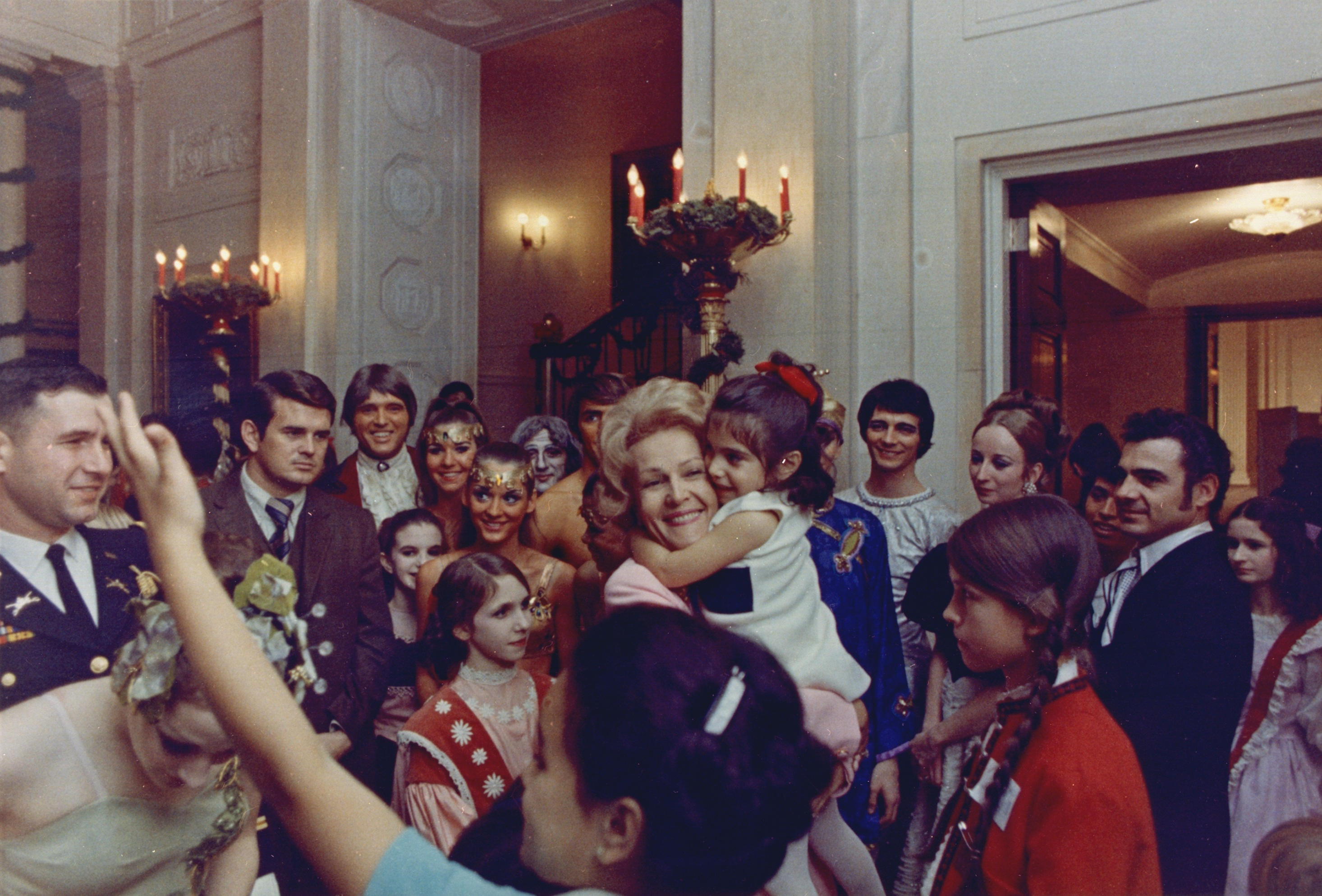
Pat Nixon cumprimenta jovens visitantes na Casa Branca, 1969

Uma de suas principais iniciativas como primeira-dama foi a promoção do voluntariado, em que ela encorajou os americanos a resolverem os problemas sociais a nível local através do voluntariado em hospitais, organizações civis e centros de reabilitação. Ela afirmou: "O nosso sucesso como nação depende da nossa vontade de dar generosamente de nós mesmos para o bem-estar e enriquecimento da vida dos outros". Ela realizou uma viagem por todo o país com o tema "Vest Pockets for Volunteerism", onde visitou 10 programas diferentes de voluntariado. Susan Porter, responsável pela programação da primeira-dama, notou que Pat considerava os voluntários como "heróis desconhecidos". No seu segundo tour de voluntariado—viajando 4 130 mi (10 000 km) dentro do Estados Unidos—ajudou a impulsionar a ideia de que nem todos os estudantes eram contrários à Guerra do Vietnã. Ela própria pertenceu a vários grupos de voluntários, incluindo a Women in Community Services (Mulheres em Serviços Comunitários) e Urban Services League (Liga de Serviços Humanos), e foi uma defensora da Lei de Serviço Nacional Voluntário de 1973, um projeto de lei que incentivou o voluntariado por meio de benefícios para instituições de caridade. Alguns repórteres compararam a sua escolha de voluntariado com as iniciativas de Lady Bird Johnson e Jacqueline Kennedy.
Pat Nixon envolveu-se no desenvolvimento de áreas de lazer e parques públicos, era um membro da Comissão presidencial sobre o emprego de deficientes, e deu apoio a organizações dedicadas em melhorar a vida das crianças deficientes. Antes de organizar o primeiro Dia de Ação de Graças na Casa Branca, Pat organizou primeiro uma refeição para 225 idosos que não tinham família. No ano seguinte, convidou militares feridos para a segunda refeição do Dia de Ação de Graças na Casa Branca. Embora presidentes desde George Washington tenham discursado no Dia Ação de Graças, Pat tornou-se a única primeira-dama a discursar neste dia.

### Vida na Casa Branca
Depois que seu marido foi eleito presidente na1968, Pat Nixon se encontrou com a então primeira-dama Lady Bird Johnson e percorreu os aposentos privados da Casa Branca em 12 de dezembro. Finalmente, ela pediu a Sarah Jackson Doyle-uma decoradora de interiores que trabalhou para o casal Nixon desde 1965, e que decorou o quarto do apartamento da família na Quinta Avenida em Nova Iorque-para ser a consultora de design. Contratou Clement Conger do Departamento de Estado para ser o decorador da Mansão Executiva- substituindo o primeiro decorador da mansão, James Ketchum, que tinha sido contratado por Jacqueline Kennedy.

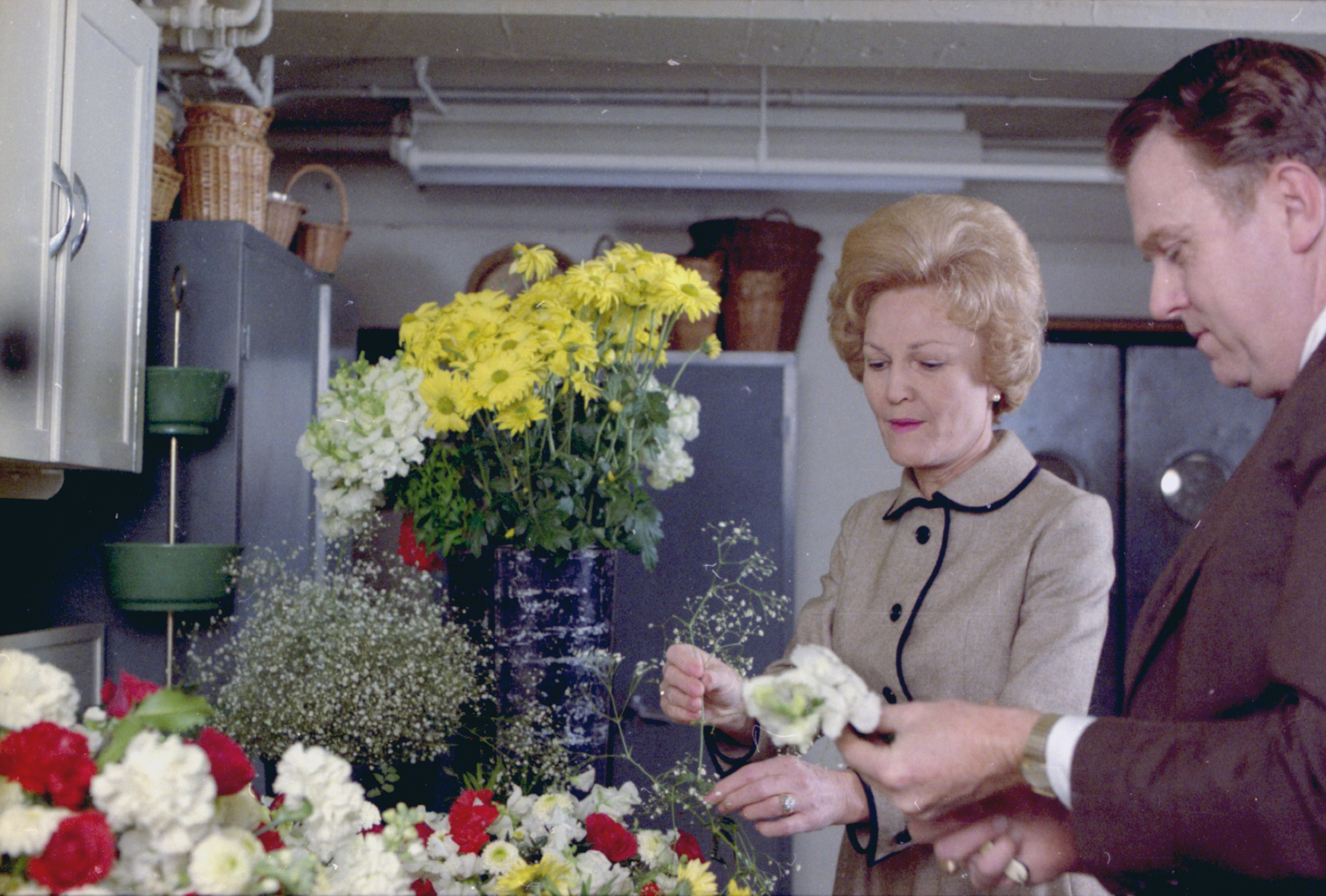
Pat trabalhando com um florista na organização de flores, dezembro de 1970

Pat Nixon tinha interesse na adição de artefatos para a Mansão Executiva, baseado em esforços feitos por Jacqueline Kennedy. Ela adquiriu mais de 600 pinturas e mobiliários para a Casa Branca, o maior número de aquisições de qualquer outra administração. Ela criou o Map Room e renovou o China room, e reformulou outras nove salas. Trabalhou com os engenheiros para desenvolver um sistema de iluminação exterior para a Casa Branca, para dar uma cor branca suave. Ele também dava a ordem para hastear a bandeira americana dia e noite, mesmo quando o presidente não estava lá.
Ela ordenou que os panfletos que descreviam as partes da Casa Branca fossem traduzidos para o espanhol, francês, italiano e russo para que os turistas compreendessem todas as partes da casa. Também instalou rampas para deficientes e portadores de deficiências físicas. Ela deu instruções à polícia da Casa Branca, que servia como guia turístico, para assistirem a sessões de formação em Winterthur (para aprenderem como guiar as visitas turísticas  "em um museu real"), e fez com que eles usassem uniformes menos ameaçadores, escondendo suas armas. Os guias foram ensinados a falar lentamente para grupos de surdos, a fazer leitura labial, e Pat permitiu que os cegos pudessem tocar nas antiguidades.

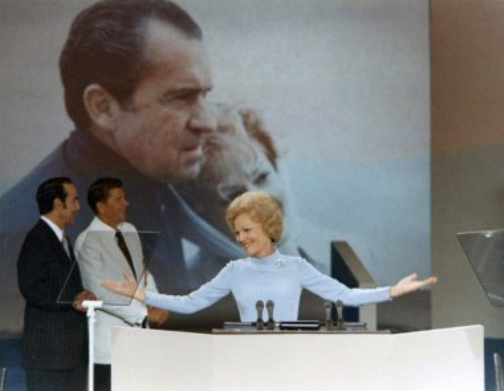
Pat discursando na Convenção Nacional Republicana de 1972. Ela foi a primeira primeira-dama desde Eleanor Roosevelt a discursar em uma convenção do partido, sendo a primeira republicana a fazê-lo.

A primeira-dama ficou muito irritada com a percepção do público de que a Casa Branca era um lugar exclusivamente reservado para os ricos e famosos; ela rotineiramente descia dos quartos familiares para cumprimentar turistas, apertar as mãos, dar autógrafos e posar para fotos. Sua filha, Julie Eisenhower, disse: "ela convidou muitos grupos para a Casa Branca para dar reconhecimento, não os famosos, mas pequenas organizações pouco conhecidas...".
Ela abriu a Casa Branca para passeios noturnos para que o público pudesse ver o trabalho de design interior que havia sido implementado. Especialmente em dezembro com a decoração de Natal da Casa Branca. Além disso, instituiu uma série de apresentações de artistas na Casa Branca, em variadas tradições americanas, da ópera ao bluegrass, entre os convidados estiveram o The Carpenters, em 1972. Estes eventos foram descritos como variando de "criativa para indiferente e absolutamente constrangedor". Quando eles entraram na Casa Branca, em 1969, a família Nixon começou a convidar as famílias religiosas para o culto de domingo no East Room da Casa Branca. Ela também supervisionou o casamento de sua filha Tricia na Casa Branca, quando se casou com Edward Ridley Finch Cox em 1971.
Ela falou em favor de mulheres candidatas a cargos políticos e incentivou o marido a nomear uma mulher para a Supremo Corte, dizendo que "o poder da mulher é imbatível, vi isso por todo o país". Foi a primeira primeira-dama americana a apoiar publicamente a Adenda da igualdade de direitos, embora seus pontos de vista sobre o aborto fossem mistos. Após a decisão do Tribunal sobre o Roe vs. Wade em 1973, Pat afirmou que era pró-escolha. No entanto, em 1972, ela disse: "Eu realmente não sou a favor do aborto. Acho que é uma coisa pessoal. Refiro-me ao aborto sob pedido - em série".
Em 1972, tornou-se a primeira primeira-dama republicana a discursar em uma convenção nacional. Os seus esforços na reeleição de seu marido durante a campanha presidencial de 1972, viajando por todo o país e falando em nome de seu marido, foram imitados pelas esposas dos futuros candidatos à presidência dos Estados Unidos.

### Viagens

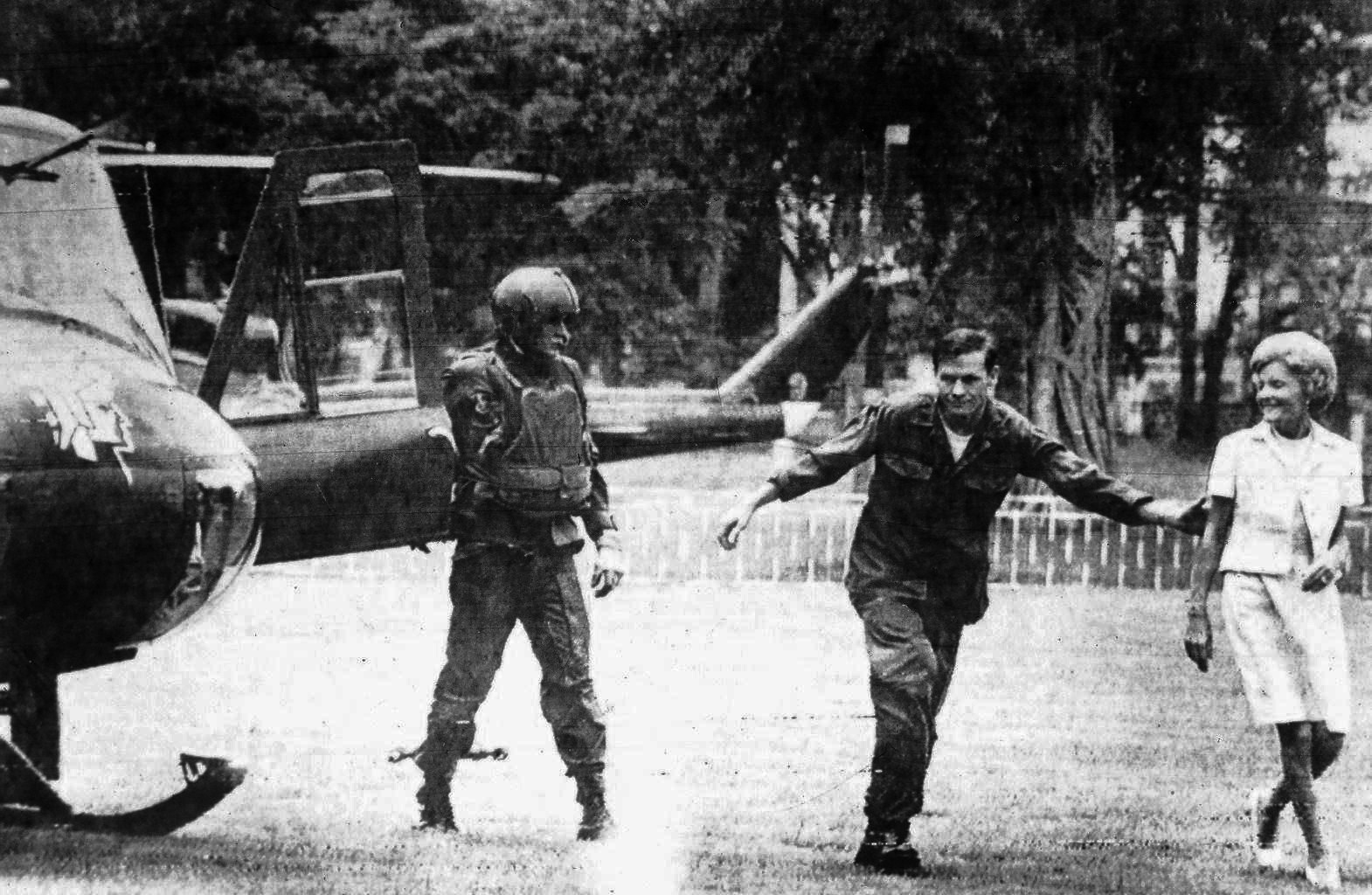
Escoltada por guardas armados, Pat (extrema direita) chega de helicóptero ao Vietnã do Sul.

Pat Nixon detinha o recorde de ser a primeira-dama com o maior números de viagens diplomáticas e humanitárias durante a presidência de seu marido, sendo depois superada apenas por Hillary Rodham Clinton. No primeiro mandato do presidente Nixon, Pat viajou em 39 dos 50 estados, e no primeiro ano, apertou a mão de cerca de 250 000 pessoas. Suas primeiras viagens ao exterior foi em Guam, Índia, Filipinas, Indonésia, Tailândia, Paquistão, Romênia e Inglaterra. Em tais viagens, Pat se recusou a ser recebida por uma comitiva, sentindo que elas eram uma barreira desnecessária e um gasto desnecessário para os contribuintes. Logo depois, durante uma viagem ao Vietnã do Sul, Pat tornou-se a primeira primeira-dama a entrar em uma zona de combate. Tomou chá com a mulher do presidente Nguyễn Văn Thiệu em um palácio, visitou um orfanato, e descolou num helicóptero de portas abertas armado por guardas militares com metralhadoras — para uma zona de combate, onde as forças americanas estavam em batalha. Ela viria a admitir que experimentou um "momento de medo ao entrar em uma zona de batalha", porque, como o autor e historiador Carl Sferrazza Anthony observou, "Pat Nixon estava literalmente numa linha de fogo". Mais tarde, ela visitou um hospital do exército, onde, por duas horas, caminhou pelas alas e conversou com cada paciente ferido. A primeira-dama do Vietnã do Sul, Madame Thieu, disse que a viagem de Pat Nixon "intensificou a nossa moral".

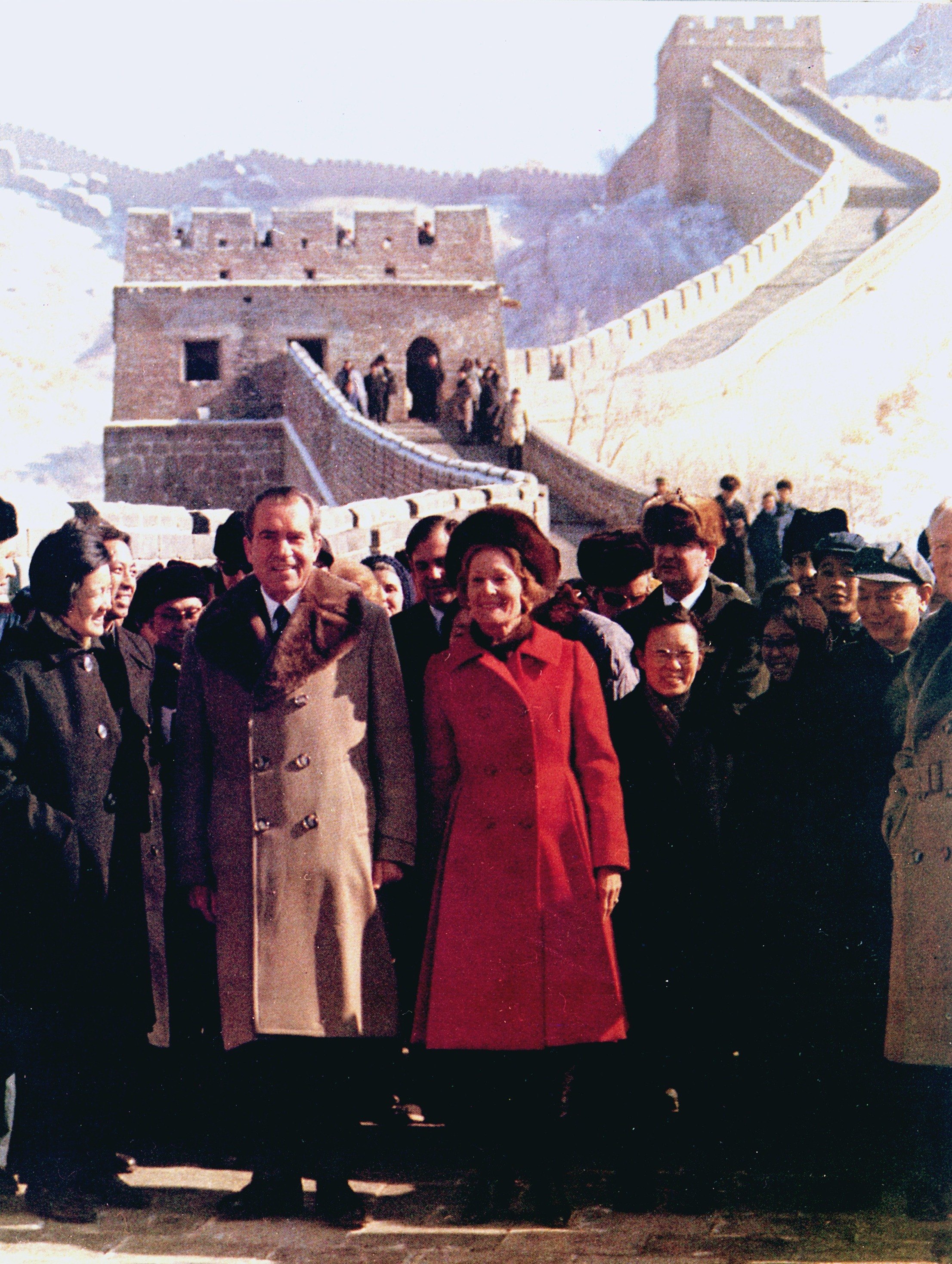
O casal Nixon posa para a foto em frente a Grande Muralha da China, 1972.

Depois de ouvir sobre o grande terremoto peruano de 1970, que causou uma avalanche e uma destruição adicional, Pat iniciou uma operação humanitária e viajou para o país, onde ajudou na distribuição de suprimentos de ajuda às vítimas do terremoto. Ela visitou regiões danificadas e abraçou cidadãos sem-abrigo. A viagem foi anunciada em jornais de todo o mundo como um ato de compaixão e desprezo por sua segurança pessoal ou conforto, e sua presença foi um impulso direto às relações políticas. Um oficial peruano comentou: "Sua vinda aqui vale mais do que qualquer coisa que o presidente Nixon poderia fazer", e um editorial do Peru, o Lima Prensa, disse que os peruanos nunca poderiam esquecer Pat Nixon. O jornalista Fran Lewine, da Associated Press, escreveu que nenhuma primeira-dama tivera alguma vez realizado uma "missão de misericórdia", resultando em tais "efeitos colaterais diplomáticos". Na viagem, o governo peruano a presenteou com a Grã-Cruz da Ordem do Sol, a mais alta distinção do Peru e a mais antiga honra nas Américas.
Em 1972, ela tornou-se a primeira primeira-dama a visitar um país da África, durante uma vigem de oito dias ao Gana, Libéria e a Costa do Marfim, percorrendo 10 000 mi (0 km). Na chegada a Libéria, Pat foi homenageada com uma saudação de 19 tiros, uma homenagem reservada apenas para chefes de governo, e revistou as tropas. Mais tarde, vestiu um traje tradicional indígena e dançou com os moradores locais. Ela foi premiada com o Grande Cordão da Ordem Mais Venerável da Cavalaria, a maior honra da Libéria. No Gana, ela voltou a dançar com os moradores locais, e discursou no Parlamento do país. Na Costa do Marfim, foi recebida por 250 mil pessoas gritando "Vive Madame Nixon!". Ela conversou com os líderes dos três países africanos. Após o seu regresso a casa, o funcionário da Casa Branca Charles Colson enviou um memorando ao presidente, escrevendo: "A Senhora Nixon ganhou popularidade onde nós falhamos... Pessoas-homens e mulheres-identificam-se com ela, e, em troca com você".
Outra viagem notável foi a visita do casal Nixon à República Popular da China em 1972. Enquanto o presidente Nixon estava em reuniões, Pat excursionou por Pequim com seu casaco vermelho. De acordo com Carl Sferrazza Anthony, a China foi o "momento" de Pat Nixon, seu início como uma primeira-dama aclamada nos Estados Unidos. Ela acompanhou o marido Nixon–Brezhnev em reuniões da cúpula na União Soviética no final do ano. Apesar das restrições de segurança não permitirem que ela andasse livremente pelas ruas como fez na China, Pat ainda conseguiu visitar crianças e andar de braço dado com a primeira-dama Soviética Viktoria Brezhneva. Mais tarde, ela visitou o Brasil e a Venezuela em 1974 como representante diplomática do presidente. A última grande viagem do casal Nixon foi em junho de 1974, para a Áustria, Egito, Arábia Saudita, Síria, Israel e Jordânia.

### Moda e estilo

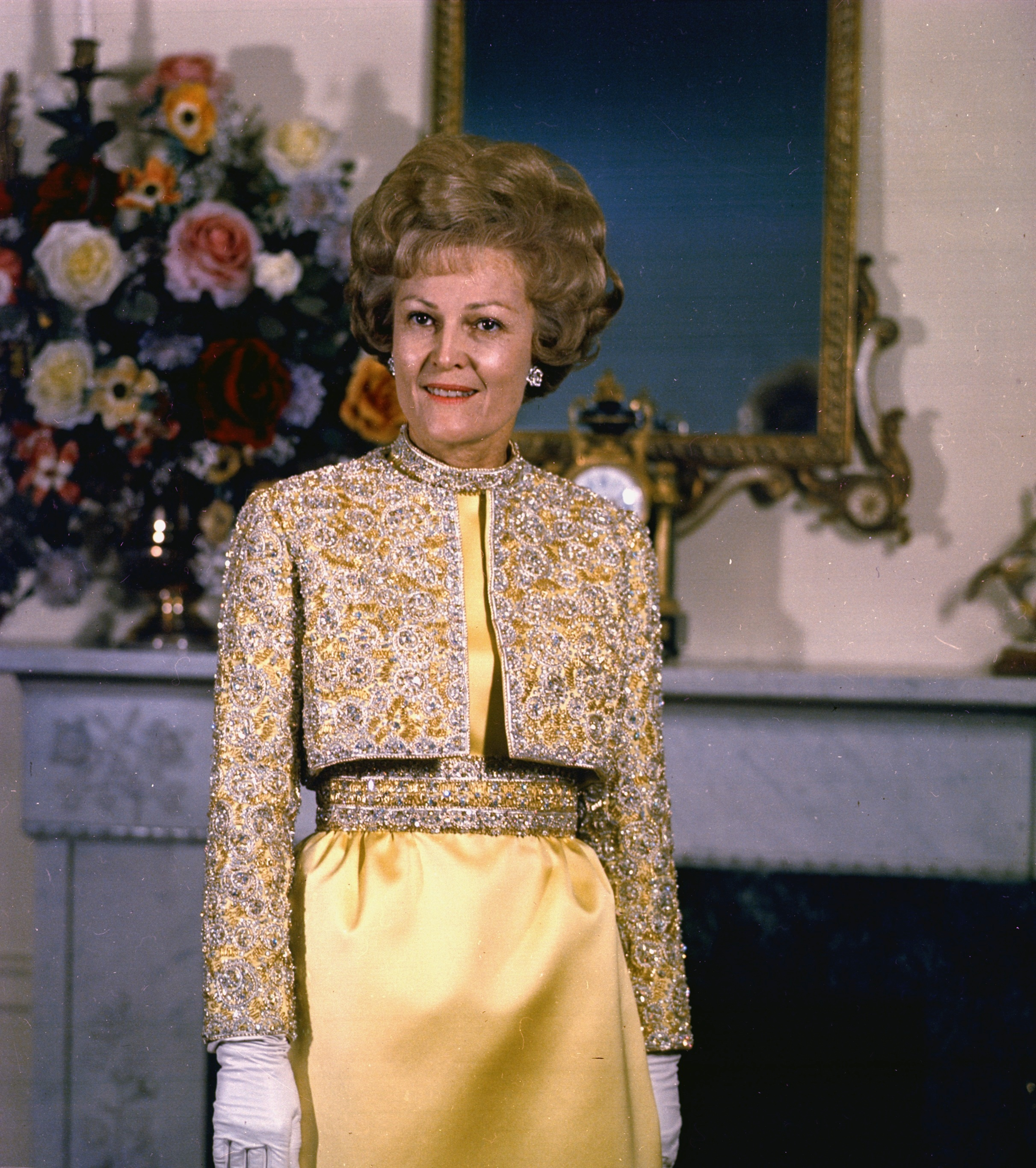
Pat Nixon em foto na Casa Branca, 1970.

A imprensa da moda tende a ter interesse especial nas primeiras-damas. O papel tradicional de uma primeira-dama como anfitriã da nação coloca sua aparência e estilo pessoal sob escrutínio, e a atenção a Pat foi animada. O Women's Wear Daily afirmou que Pat tinha uma "boa figura e uma boa postura", bem como "as pernas mais bonitas de qualquer mulher na vida pública de hoje".
 Alguns especialistas em moda, no entanto, tendiam a criticar o seu jeito de se vestir. A própria Pat Nixon disse: "Eu considero que é meu dever usar os costureiros americanos", e prefiro-os porque "estão a usar agora tantos materiais excelentes para viagens que não se amarrotam". Ela preferia comprar roupas prontas ao invés de encomendá-las. "Eu sou um tamanho 10", disse ao The New York Times. "Eu posso entrar e comprar. Eu comprei várias coisas nas lojas em diferentes cidades. Apenas algumas das minhas roupas são de designers". Ela, no entanto, usava as roupas de alguns estilistas conhecidos, como Geoffrey Beene, por sugestão de Clara Treyz, sua concelheira. Muitos observadores de moda concluíram que Pat Nixon não foi um grande avanço para a causa da moda americana. O vestido amarelo-cetim que Nixon usou na posse de seu marido, feito por Harvey Berin, foi criticado como um "vestido de uma professora para sair à noite", mas defendeu a escolha de Treyz, dizendo: "Sra. Nixon deve ser elegante". Pat Nixon também usava frequentemente perucas que replicavam o seu penteado curto loiro, especialmente em viagens políticas quando o acesso a um cabeleireiro era difícil.
Nixon não ostentou os "estilos escandalosos" da década de 1970, porque ela estava preocupada com o parecer conservadora na maneira de se vestir, especialmente como estrela política de seu marido. "Antes de tudo, era uma espécie de diversão conseguir alguma coisa... completamente diferente, de alto estilo", disse ela a um repórter. "Mas isto não é apropriado agora. Eu evito o espetacular".

### Watergate
Quando o escândalo de Watergate estourou na mídia, Pat Nixon não queria dar uma atenção especial para o arrombamento da sede do Comitê Nacional Democrata. Mais tarde, quando perguntada pela imprensa sobre o caso Watergate, ela respondeu secamente: "Eu sei apenas o que li nos jornais". Em 1974, quando um repórter perguntou: "É a imprensa a causa dos problemas do presidente?", ela rebateu: "Que problemas?". Particularmente, ela sentiu que o poder da equipe de seu marido foi aumentando, e o presidente Nixon ia se tornando mais distante do que estava ocorrendo na administração.

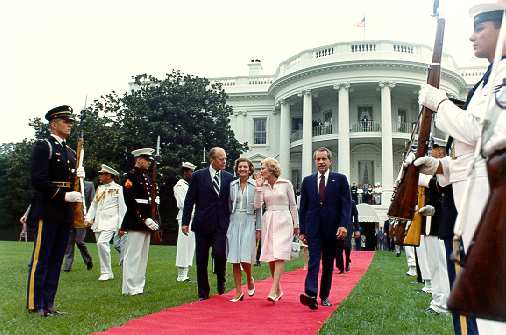
O casal Ford acompanhando o casal Nixon à um helicóptero da Marinha, no último dia da presidência de Richard Nixon em 9 de agosto de 1974.

Pat Nixon não sabia das gravações secretas feitas no escritório de seu marido. Julie Nixon Eisenhower afirmou que se a primeira-dama soubesse da existência das gravações, teria ordenado imediatamente a destruição das fitas. Quando soube das gravações, ela foi fortemente contrária em torná-las públicas, comparando o sigilo com "cartas de amor secretas". Acreditando na inocência de seu marido, ela também não o encorajou a renunciar e pediu que lutasse contra todas as acusações e ameaças de impeachment que foram eventualmente levantadas contra ele. Ela disse para a amiga Helene Drown: "Dick tem feito muito para o país. Porque isso está acontecendo?".
Depois que o presidente Nixon disse à família que iria renunciar ao cargo de presidente, ela respondeu: "Mas por quê?". Ela contatou o decorador da Casa Branca, Clement Conger, para cancelar o desenvolvimento de um novo modelo de porcelana chinesa, e começou a supervisionar a embalagem dos pertences pessoais da família. Em 7 de agosto de 1974, a família reuniu-se no solário da Casa Branca para o seu último jantar na residência. Pat sentou na beirada de um sofá e segurou o queixo, demostrando um sinal de ansiedade para o marido. Quando o presidente entrou, ela se jogou em seus braços, o beijou e disse: "Estamos todos muito orgulhosos de você, papai". Mais tarde, Pat Nixon disse sobre as fotografias tiradas naquela noite, "Nossos corações estavam quebrando e não estávamos sorrindo".
Na manhã seguinte, um discurso de despedida de vinte minutos na televisão foi feito no East Room, durante o qual o presidente leu a biografia de Theodore Roosevelt e elogiou os seus pais. A primeira-dama mal podia conter as lágrimas enquanto as câmeras gravaram a sua angústia, ela estava mais preocupada com as câmeras, porque elas gravaram a sua reação quando soube da derrota de seu marido nas eleições de 1960. O casal Nixon entrou no gramado sul da Mansão Executiva com o vice-presidente Gerald Ford e Betty Ford em direção à Marine One. Enquanto caminhavam, Pat colocou um braço em torno da cintura de seu marido e outro sobre Betty, dizendo para a futura primeira-dama: "Você vai ver muitos desses tapetes vermelhos, e você terá que odiar eles". O helicóptero levou-os para a Andrews Air Force Base, onde eles embarcaram para a Califórnia.

## Opinião pública

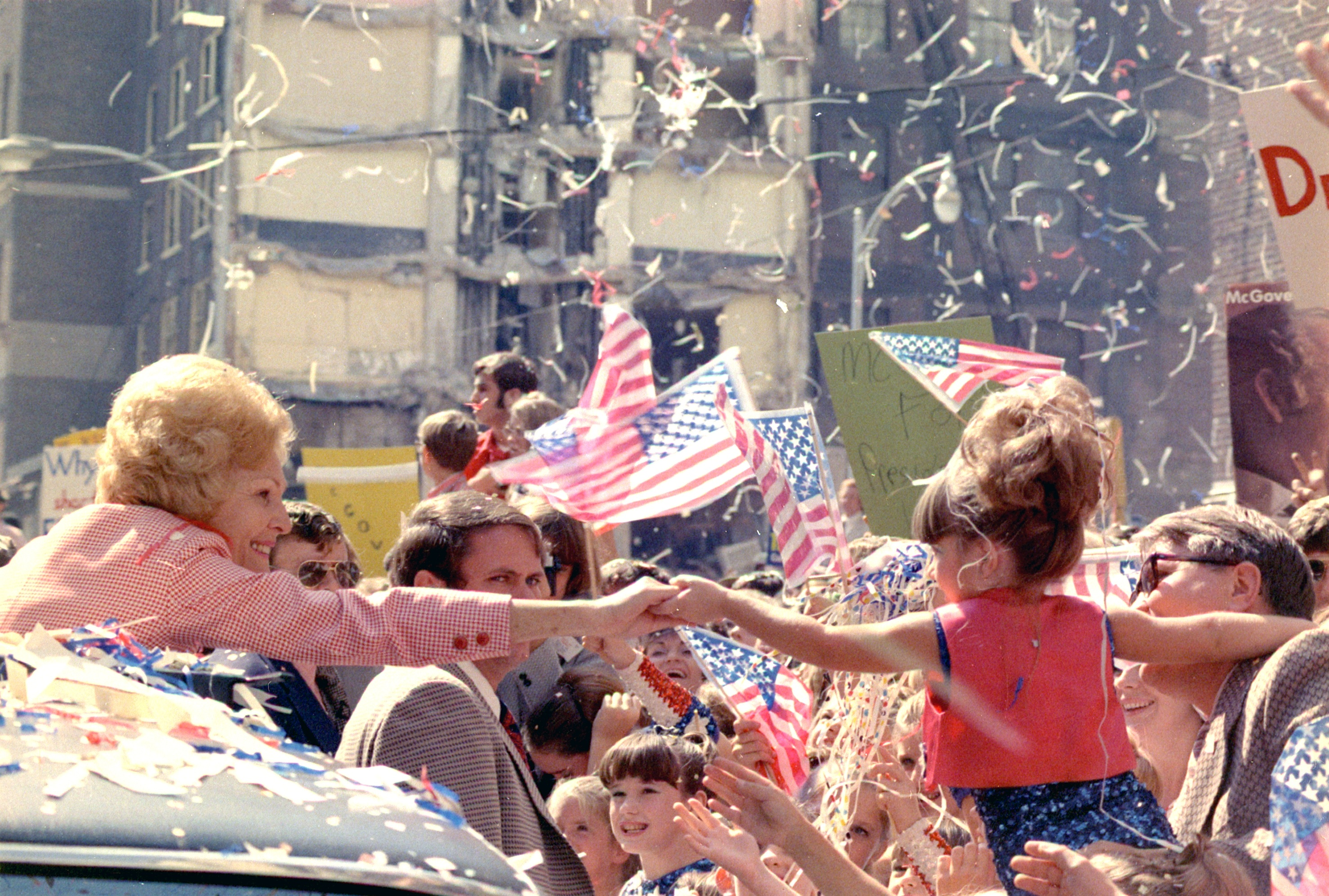
Pat Nixon estendendo a mão para fora da limusine a uma menina durante a campanha, em outubro de 1972, em Atlanta.

O historiador Carl Sferrazza Anthony observa que Pat Nixon desperta empatia no cidadão comum. Quando um grupo de pessoas vindos de áreas rurais visitaram a Casa Branca e pareciam atordoados ao encontrar a primeira-dama, Pat abraçou cada um deles, fazendo com que nervosismo acabasse. Quando um jovem duvidou que a Mansão Executiva fosse a sua casa, uma vez que ele não conseguia ver nenhuma máquina de lavar roupas, Pat o levou para os quartos familiares e a lavanderia. Ela misturou bem com raças diferentes, e não fez distinções raciais. Durante a viagem de Nixon para a China de 1972, o primeiro-ministro Zhou Enlai ficou tão impressionado ao charme dela que ofereceu dois raros pandas gigantes para o embaixador dos Estados Unidos como um presente de seu país.
Pat Nixon foi listada por catorze vezes pela Gallup em sua lista das mulheres mais admiradas do mundo, entre 1959 a 1962 e 1968 a 1979. Ela ficou em terceiro lugar em 1969, e manteve-se em segunda até 1972, quando ela foi classificada como a mulher mais admirada. Ela permaneceu na lista das dez mulheres mais admiradas até 1979, cinco anos após seu marido renunciar do cargo de presidente. Para muitos, ela foi vista como um exemplo do "sonho americano", tendo conseguido sair de uma família pobre e evoluir na escala social. Mary Brooks, a diretora da Casa da Moeda dos Estados Unidos, descreveu a primeira-dama como "um bom exemplo para as mulheres deste país-se elas não fazem parte dos grupos feministas de liberação". Para a veterana jornalista Helen Thomas, Pat foi a "primeira e mais calorosa primeira-dama que eu cobri, e que amava a maioria das pessoas. Eu acho que os jornalistas que cobriam Pat a viam como uma mulher forte, responsável e ágil".
Relatos da imprensa enquadraram Pat Nixon como uma encarnação da dona de casa da Guerra Fria, em contraste com a segunda onda do feminismo da época. Os jornalistas muitas vezes a retrataram como uma esposa dedicada e altruísta. A revista Time a descreveu como "a esposa e mãe perfeita-que passa as roupas do marido, costura vestidos para as filhas Tricia e Julie, fazendo por conta própria o trabalho doméstico, mesmo sendo a esposa do vice-presidente". Nos primeiros anos como primeira-dama, ela foi apelidada de "Plastic Pat", que é um apelido pejorativo já que, segundo seus críticos, ela estava sempre sorrindo enquanto seu rosto raramente expressava emoção, e sua linguagem corporal a fazia parecer reservada, e às vezes, artificial. Alguns observadores a descreveram como uma "boneca de papel, uma boneca Barbie de plástico, estéril, sem vida", dizendo que ela tinha que "colocar toda a sua energia e vitalidade para desempenhar um papel, algo que ela não podia mais reconhecer como real".

## Falecimento
A ex-Primeira-Dama faleceu em 22 de junho de 1993 aos 81 anos. Encontra-se sepultada ao lado do marido na "Biblioteca e local de nascimento Richard Nixon" (Richard Nixon Library and Birthplace), em Yorba Linda, no Condado de Orange, na Califórnia, nos Estados Unidos.